# 1 000 kilomètres de Spa 2003
Navigation
Édition précédente Édition suivante
Les 1 000 kilomètres de Spa 2003 sont la 23e édition de l'épreuve et se déroulent le 31 août 2003. La victoire est remportée par l'Audi R8 no 25 pilotée par Tom Kristensen et Seiji Ara.

## Circuit

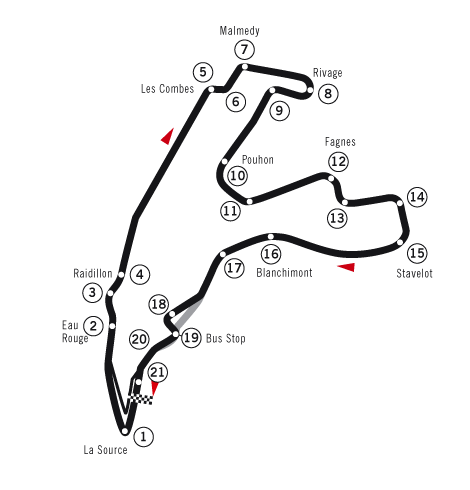
Le circuit de Spa-Francorchamps, cadre des 1000 kilomètres de Spa 2003.

Les 1 000 kilomètres de Spa 2003 se déroulent sur le circuit de Spa-Francorchamps en Belgique, surnommé Le toboggan des Ardennes, en raison de son important dénivelé et de la présence de nombreuses courbes rapides. Certains de ses virages sont célèbres, comme l'Eau Rouge, Pouhon ou encore Blanchimont. Il est également caractérisé par de longues pleines charges, dues au fait que le tracé mesure plus de 7 km. Ce circuit est célèbre car il accueille la Formule 1 et qu'il est très ancré dans la compétition automobile.

## Résultats
Voici le classement officiel au terme de la course.
- Les vainqueurs de chaque catégorie sont signalés par un fond jauni.
- Pour la colonne Pneus, il faut passer le curseur au-dessus du modèle pour connaître le manufacturier de pneumatiques.

| Pos    | Cat    | n°  | Équipe                      | Pilotes                                                  | Châssis                      | Pneus | Tours |
| Pos    | Cat    | n°  | Équipe                      | Pilotes                                                  | Moteur                       | Pneus | Tours |
| ------ | ------ | --- | --------------------------- | -------------------------------------------------------- | ---------------------------- | ----- | ----- |
| 1      | SR1    | 25  | Audi Sport Japan Team Goh   | Tom Kristensen Seiji Ara                                 | Audi R8                      | M     | 144   |
| 1      | SR1    | 25  | Audi Sport Japan Team Goh   | Tom Kristensen Seiji Ara                                 | Audi 3.6L Turbo V8           | M     | 144   |
| 2      | SR1    | 16  | Pescarolo Sport             | Franck Lagorce Stéphane Sarrazin                         | Courage C60                  | G     | 140   |
| 2      | SR1    | 16  | Pescarolo Sport             | Franck Lagorce Stéphane Sarrazin                         | Peugeot A32 3.2L Turbo V6    | G     | 140   |
| 3      | SR1    | 2   | Racing for Holland          | Beppe Gabbiani Felipe Ortiz                              | Dome S101                    | D     | 138   |
| 3      | SR1    | 2   | Racing for Holland          | Beppe Gabbiani Felipe Ortiz                              | Judd GV4 4.0L V10            | D     | 138   |
| 4      | SR1    | 6   | Taurus Sports Racing        | Justin Keen Giovanni Lavaggi Larry Oberto                | Lola B2K/10                  | D     | 138   |
| 4      | SR1    | 6   | Taurus Sports Racing        | Justin Keen Giovanni Lavaggi Larry Oberto                | Judd GV4 4.0L V10            | D     | 138   |
| 5      | SR2    | 52  | Lucchini Engineering        | Mirko Savoldi Piergiuseppe Peroni Filippo Francioni      | Lucchini SR2002              | A     | 129   |
| 5      | SR2    | 52  | Lucchini Engineering        | Mirko Savoldi Piergiuseppe Peroni Filippo Francioni      | Nissan (AER) VQL 3.0L V6     | A     | 129   |
| 6      | GTO    | 122 | Rollcentre Racing           | Martin Short Tom Herridge João Barbosa                   | Mosler MT900R                | D     | 127   |
| 6      | GTO    | 122 | Rollcentre Racing           | Martin Short Tom Herridge João Barbosa                   | Chevrolet LS1 (it) 5.7L V8   | D     | 127   |
| 7      | SR2    | 63  | Equipe Palmyr               | Philippe Favre Christophe Ricard                         | Lucchini SR2000              | A     | 127   |
| 7      | SR2    | 63  | Equipe Palmyr               | Philippe Favre Christophe Ricard                         | Alfa Romeo 3.0L V6           | A     | 127   |
| 8      | GTO    | 133 | Balfe Motorsport            | Shaun Balfe Jamie Derbyshire Thomas Erdos                | Mosler MT900R                | D     | 127   |
| 8      | GTO    | 133 | Balfe Motorsport            | Shaun Balfe Jamie Derbyshire Thomas Erdos                | Chevrolet LS1 (it) 5.7L V8   | D     | 127   |
| 9      | GTO    | 192 | DeWALT Motorsport Salisbury | Rob Barff Richard Hay Michael Caine                      | TVR Tuscan T400R             | D     | 126   |
| 9      | GTO    | 192 | DeWALT Motorsport Salisbury | Rob Barff Richard Hay Michael Caine                      | TVR Speed Six 4.0L I6        | D     | 126   |
| 10     | Guest  | 121 | Belgian Racing              | Renaud Kuppens Sébastien Ugeux                           | Gillet Vertigo Streiff       | D     | 123   |
| 10     | Guest  | 121 | Belgian Racing              | Renaud Kuppens Sébastien Ugeux                           | Alfa Romeo 3.6L V6           | D     | 123   |
| 11     | GTO    | 123 | Peninsula TVR Racesport     | John Hartshorne Daniel Eagling Graeme Mundy              | TVR Tuscan T400R             | D     | 122   |
| 11     | GTO    | 123 | Peninsula TVR Racesport     | John Hartshorne Daniel Eagling Graeme Mundy              | TVR Speed Six 4.0L I6        | D     | 122   |
| 12     | GTO    | 169 | Eclipse Motorsport          | Piers Johnson Simon Pullan Shane Lynch                   | TVR Tuscan T400R             | D     | 121   |
| 12     | GTO    | 169 | Eclipse Motorsport          | Piers Johnson Simon Pullan Shane Lynch                   | TVR Speed Six 4.0L I6        | D     | 121   |
| 13     | Guest  | 110 | Christophe Lemée Riverside  | Christophe Lemée Jonathan Cochet Jean-François Hemroulle | Lamborghini Diablo GTR       | P     | 120   |
| 13     | Guest  | 110 | Christophe Lemée Riverside  | Christophe Lemée Jonathan Cochet Jean-François Hemroulle | Lamborghini 6.0L V12         | P     | 120   |
| 14     | GTO    | 150 | Xero Competition (en)       | Ricky Cole Paula Cook Peter Le Bas                       | Chevrolet Corvette LM-GT     | D     | 120   |
| 14     | GTO    | 150 | Xero Competition (en)       | Ricky Cole Paula Cook Peter Le Bas                       | Chevrolet LS1 (it) 5.7L V8   | D     | 120   |
| 15     | GT Cup | 177 | GruppeM / Tech9 Motorsport  | Liz Halliday Amanda Stretton (en) Tom Shrimpton          | Porsche 996 GT3 Cup          | D     | 117   |
| 15     | GT Cup | 177 | GruppeM / Tech9 Motorsport  | Liz Halliday Amanda Stretton (en) Tom Shrimpton          | Porsche 3.6L Flat-6          | D     | 117   |
| 16     | GTO    | 140 | Point Preparation           | Franck Pelle Peter Cook                                  | Porsche 911 Turbo            | D     | 116   |
| 16     | GTO    | 140 | Point Preparation           | Franck Pelle Peter Cook                                  | Porsche 3.6L Turbo Flat-6    | D     | 116   |
| 17     | GTO    | 120 | Master Motorsport Damax     | Nick Adams Marco Attard Steven Brady Robin Ward          | Ferrari 360 Modena N-GT      | D     | 116   |
| 17     | GTO    | 120 | Master Motorsport Damax     | Nick Adams Marco Attard Steven Brady Robin Ward          | Ferrari 3.6L V8              | D     | 116   |
| 18     | GT Cup | 146 | Team Aero                   | Keith Ahlers Rob Wells Christian Bock                    | Morgan Aero 8-R              | D     | 114   |
| 18     | GT Cup | 146 | Team Aero                   | Keith Ahlers Rob Wells Christian Bock                    | BMW (Mader) 4.0L V8          | D     | 114   |
| 19     | GT Cup | 166 | Richard Thorne Motorsport   | Adam Sharpe Aaron Scott Neil Cunningham                  | Morgan Aero 8-R              | D     | 114   |
| 19     | GT Cup | 166 | Richard Thorne Motorsport   | Adam Sharpe Aaron Scott Neil Cunningham                  | BMW (Mader) 4.0L V8          | D     | 114   |
| 20     | GTO    | 111 | Graham Nash Motorsport      | Armand Fumal Manfred Jurasz Mauro Casadei                | Porsche 996 GT3-R            | D     | 109   |
| 20     | GTO    | 111 | Graham Nash Motorsport      | Armand Fumal Manfred Jurasz Mauro Casadei                | Porsche 3.6L Flat-6          | D     | 109   |
| 21     | GT Cup | 147 | Atlanta Motorsport          | Rob Croydon Rob Durrant Andy Ward                        | Renault Clio V6              | D     | 100   |
| 21     | GT Cup | 147 | Atlanta Motorsport          | Rob Croydon Rob Durrant Andy Ward                        | Renault 3.0L V6              | D     | 100   |
| 22 Nc  | GTO    | 127 | CDL Racing                  | Steve Hyde Gareth Evans Carl Hansen                      | TVR Tuscan T400R             | D     | 93    |
| 22 Nc  | GTO    | 127 | CDL Racing                  | Steve Hyde Gareth Evans Carl Hansen                      | TVR Speed Six 4.0L I6        | D     | 93    |
| 23 Nc  | GT Cup | 143 | Scuderia Grifo Corse        | Michelangelo Segatori Walter Colacino                    | Lotus Elise Sport 200        | D     | 93    |
| 23 Nc  | GT Cup | 143 | Scuderia Grifo Corse        | Michelangelo Segatori Walter Colacino                    | Rover K18 1.8L I4            | D     | 93    |
| 24 Nc  | SR2    | 99  | PiR Compétition             | Pierre Bruneau Marc Rostan                               | Pilbeam (en) MP84            | A     | 90    |
| 24 Nc  | SR2    | 99  | PiR Compétition             | Pierre Bruneau Marc Rostan                               | Nissan (AER) VQL 3.0L V6     | A     | 90    |
| 25 Abd | SR1    | 5   | RN Motorsport               | Andy Wallace Hayanari Shimoda                            | DBA4 03S                     | D     | 104   |
| 25 Abd | SR1    | 5   | RN Motorsport               | Andy Wallace Hayanari Shimoda                            | Zytek ZG348 3.4L V8          | D     | 104   |
| 26 Abd | GT Cup | 176 | Gruppe M / Tech9 Motorsport | Patrick Pearce Bob Berridge Matt Griffin                 | Porsche 996 GT3 Cup          | D     | 87    |
| 26 Abd | GT Cup | 176 | Gruppe M / Tech9 Motorsport | Patrick Pearce Bob Berridge Matt Griffin                 | Porsche 3.6L Flat-6          | D     | 87    |
| 27 Abd | GTO    | 191 | DeWALT Motorsport Salisbury | Lee Caroline Mike Jordan (en) Richard Stanton            | TVR Tuscan T400R             | D     | 84    |
| 27 Abd | GTO    | 191 | DeWALT Motorsport Salisbury | Lee Caroline Mike Jordan (en) Richard Stanton            | TVR Speed Six 4.0L I6        | D     | 84    |
| 28 Abd | GT Cup | 144 | ISL Motorsport              | Stuart Turvey Alan Bonner Alun Edwards                   | Marcos Mantis                | D     | 63    |
| 28 Abd | GT Cup | 144 | ISL Motorsport              | Stuart Turvey Alan Bonner Alun Edwards                   | Ford 4.6L V8                 | D     | 63    |
| 29 Abd | Guest  | 130 | Marcos Racing International | Cor Euser Jos Menten Calum Lockie                        | Marcos Mantara LM600         | D     | 62    |
| 29 Abd | Guest  | 130 | Marcos Racing International | Cor Euser Jos Menten Calum Lockie                        | Chevrolet 7.0L V8            | D     | 62    |
| 30 Abd | GT Cup | 142 | Glenvarigill Racing         | Hector Lester Keith Robinson John Greasley               | Ferrari 360 Modena Challenge | D     | 61    |
| 30 Abd | GT Cup | 142 | Glenvarigill Racing         | Hector Lester Keith Robinson John Greasley               | Ferrari 3.6L V8              | D     | 61    |
| 31 Abd | SR2    | 61  | Team Jota                   | Sam Hignett Nigel Taylor John Stack                      | Pilbeam (en) MP84            | A     | 60    |
| 31 Abd | SR2    | 61  | Team Jota                   | Sam Hignett Nigel Taylor John Stack                      | Nissan (AER) VQL 3.0L V6     | A     | 60    |
| 32 Abd | GT Cup | 149 | Brunswick Endurance Racing  | Peter Cate Rupert Bullock Graham Saunders                | Lotus Elise                  | D     | 48    |
| 32 Abd | GT Cup | 149 | Brunswick Endurance Racing  | Peter Cate Rupert Bullock Graham Saunders                | Rover K18 1.8L I4            | D     | 48    |
| 33 Abd | SR2    | 55  | GP Racing                   | Gianni Collini Fabio Mancini Massimo Saccomanno          | Lucchini SR2001              | A     | 43    |
| 33 Abd | SR2    | 55  | GP Racing                   | Gianni Collini Fabio Mancini Massimo Saccomanno          | Alfa Romeo 3.0L V6           | A     | 43    |
| 34 Abd | SR1    | 1   | Racing for Holland          | Jan Lammers John Bosch                                   | Dome S101                    | D     | 42    |
| 34 Abd | SR1    | 1   | Racing for Holland          | Jan Lammers John Bosch                                   | Judd GV4 4.0L V10            | D     | 42    |
| 35 Abd | GT Cup | 129 | GulfAir Racing              | Steve Wood Mark Sumpter Stuart Scott                     | Volkswagen Golf GTI          | D     | 38    |
| 35 Abd | GT Cup | 129 | GulfAir Racing              | Steve Wood Mark Sumpter Stuart Scott                     | Volkswagen 1.8L Turbo I4     | D     | 38    |

## Statistiques
- Pole Position - #25 Audi Sport Japan Team Goh - 2:14.889
- Meilleur tour - #25 Audi Sport Japan Team Goh - 2:18.074
- Vitesse moyenne - 172,558 km/h